# Campeonato Paulista Série A2 2018
In 2018 werd het 72ste Campeonato Paulista Série A2 gespeeld voor voetbalclubs uit de Braziliaanse staat São Paulo. De competitie werd georganiseerd door de FPF en werd gespeeld van 17 januari tot 7 april. Guarani en Oeste, beiden actief in de nationale Série B bereikten logischerwijs de finale. Guarani won en werd kampioen. 

## Format
De zestien teams speelden één keer tegen elkaar. De top vier plaatste zich voor de tweede fase, waarin in knock-outvorm gespeeld werd. De twee finalisten dwongen promotie af naar de Série A1 van 2019. De kampioen plaatste zich ook voor de Copa do Brasil van 2018. De twee laatste teams degradeerden naar de Série A3. 

## Eerste fase
| Plaats | Clu              | Wed. | W  | G | V  | Saldo | Ptn. |
| ------ | ---------------- | ---- | -- | - | -- | ----- | ---- |
| 1.     | Guarani          | 15   | 10 | 1 | 4  | 31:18 | 31   |
| 2.     | São Bernardo     | 15   | 7  | 7 | 1  | 20:11 | 28   |
| 3.     | Oeste            | 15   | 8  | 3 | 4  | 22:14 | 27   |
| 4.     | XV de Piracicaba | 15   | 7  | 5 | 3  | 17:17 | 26   |
| 5.     | Nacional         | 15   | 7  | 4 | 4  | 31:16 | 25   |
| 6.     | Sertãozinho      | 15   | 7  | 4 | 4  | 28:23 | 25   |
| 7.     | Taubaté          | 15   | 6  | 4 | 5  | 21:22 | 22   |
| 8.     | Votuporanguense  | 15   | 6  | 4 | 5  | 23:25 | 22   |
| 9.     | Penapolense      | 15   | 5  | 5 | 5  | 21:25 | 20   |
| 10.    | Rio Claro        | 15   | 5  | 4 | 6  | 21:23 | 19   |
| 11.    | Inter de Limeira | 15   | 5  | 3 | 7  | 24:26 | 18   |
| 12.    | Portuguesa       | 15   | 3  | 7 | 5  | 14:18 | 16   |
| 13.    | Água Santa       | 15   | 3  | 5 | 7  | 12:20 | 14   |
| 14.    | Juventus         | 15   | 4  | 1 | 10 | 11:16 | 13   |
| 15.    | Audax            | 15   | 2  | 5 | 8  | 14:26 | 11   |
| 16.    | Batatais         | 15   | 2  | 4 | 9  | 13:23 | 10   |

|  | Geplaatst voor tweede fase |
|  | Degradatie naar Série A3   |

## Tweede fase
In geval van gelijkspel werden er strafschoppen genomen, tussen haakjes weergegeven. 
|  | Halve finale     | Halve finale | Halve finale |   |         | Finale | Finale | Finale |
|  |                  |              |              |   |         |        |        |        |
|  | XV de Piracicaba | 0            | 0            |   |         |        |        |        |
|  | Guarani          | 0            | 1            |   |         |        |        |        |
|  | Guarani          | 0            | 1            |   | Guarani | 4      |        |        |
|  |                  |              |              |   | Guarani | 4      |        |        |
|  |                  | Oeste        | 0            |   |         |        |        |        |
|  | São Bernardo     | Oeste        | 0            | 1 | 2       |        |        |        |
|  | São Bernardo     |              |              | 1 | 2       |        |        |        |
|  | Oeste            | 2            | 3            |   |         |        |        |        |

Details finale
|         |                                                              |       |       |                                               |
| 7 april | Guarani                                                      | 4 – 0 | Oeste | Brinco de Ouro, Campinas Toeschouwers: 17.071 |
| 7 april | Bruno Mendes 17' Bruno Nazário 65' Rondinelly 77' Caíque 88' |       |       | Brinco de Ouro, Campinas Toeschouwers: 17.071 |

| Guarani | Oeste |

## Kampioen
| Campeonato Paulista de 2018 Série A2 |
| São Paulo                            |
| ------------------------------------ |
| GUARANI Kampioen (2° titel)          |

## Topschutters
| Speler            | Speler         | Goals | Club         |
| ----------------- | -------------- | ----- | ------------ |
| Vlag van Brazilië | Bruno Xavier   | 10    | Nacional     |
| Vlag van Brazilië | Alvinho        | 9     | São Bernardo |
| Vlag van Brazilië | Magrão         | 9     | Sertãozinho  |
| Vlag van Brazilië | Bruno Mendes   | 9     | Guarani      |
| Vlag van Brazilië | Flavio Carioca | 9     | Taubaté      |